# Gene Tunney
Gene Tunney, właściwie James Joseph Tunney (ur. 25 maja 1897, zm. 7 listopada 1978) – amerykański bokser, mistrz świata wagi ciężkiej.
Tytuł zdobył w 1926 r. zwyciężając Jacka Dempseya. W 1928 r. jako niepokonany przez nikogo mistrz wycofał się z boksu.
W 1990 roku został wprowadzony do Międzynarodowej Galerii Sław Boksu.